# Mat na poslední řadě
|   | a | b | c | d | e | f | g | h |   |
| 8 | d8 černý kroužek · g8 černý král · f7 černý pěšec · g7 černý pěšec · h7 černý pěšec · f2 bílý pěšec · g2 bílý pěšec · h2 bílý pěšec · d1 bílý věž · g1 bílý král | d8 černý kroužek · g8 černý král · f7 černý pěšec · g7 černý pěšec · h7 černý pěšec · f2 bílý pěšec · g2 bílý pěšec · h2 bílý pěšec · d1 bílý věž · g1 bílý král | d8 černý kroužek · g8 černý král · f7 černý pěšec · g7 černý pěšec · h7 černý pěšec · f2 bílý pěšec · g2 bílý pěšec · h2 bílý pěšec · d1 bílý věž · g1 bílý král | d8 černý kroužek · g8 černý král · f7 černý pěšec · g7 černý pěšec · h7 černý pěšec · f2 bílý pěšec · g2 bílý pěšec · h2 bílý pěšec · d1 bílý věž · g1 bílý král | d8 černý kroužek · g8 černý král · f7 černý pěšec · g7 černý pěšec · h7 černý pěšec · f2 bílý pěšec · g2 bílý pěšec · h2 bílý pěšec · d1 bílý věž · g1 bílý král | d8 černý kroužek · g8 černý král · f7 černý pěšec · g7 černý pěšec · h7 černý pěšec · f2 bílý pěšec · g2 bílý pěšec · h2 bílý pěšec · d1 bílý věž · g1 bílý král | d8 černý kroužek · g8 černý král · f7 černý pěšec · g7 černý pěšec · h7 černý pěšec · f2 bílý pěšec · g2 bílý pěšec · h2 bílý pěšec · d1 bílý věž · g1 bílý král | d8 černý kroužek · g8 černý král · f7 černý pěšec · g7 černý pěšec · h7 černý pěšec · f2 bílý pěšec · g2 bílý pěšec · h2 bílý pěšec · d1 bílý věž · g1 bílý král | 8 |
| 7 | d8 černý kroužek · g8 černý král · f7 černý pěšec · g7 černý pěšec · h7 černý pěšec · f2 bílý pěšec · g2 bílý pěšec · h2 bílý pěšec · d1 bílý věž · g1 bílý král | d8 černý kroužek · g8 černý král · f7 černý pěšec · g7 černý pěšec · h7 černý pěšec · f2 bílý pěšec · g2 bílý pěšec · h2 bílý pěšec · d1 bílý věž · g1 bílý král | d8 černý kroužek · g8 černý král · f7 černý pěšec · g7 černý pěšec · h7 černý pěšec · f2 bílý pěšec · g2 bílý pěšec · h2 bílý pěšec · d1 bílý věž · g1 bílý král | d8 černý kroužek · g8 černý král · f7 černý pěšec · g7 černý pěšec · h7 černý pěšec · f2 bílý pěšec · g2 bílý pěšec · h2 bílý pěšec · d1 bílý věž · g1 bílý král | d8 černý kroužek · g8 černý král · f7 černý pěšec · g7 černý pěšec · h7 černý pěšec · f2 bílý pěšec · g2 bílý pěšec · h2 bílý pěšec · d1 bílý věž · g1 bílý král | d8 černý kroužek · g8 černý král · f7 černý pěšec · g7 černý pěšec · h7 černý pěšec · f2 bílý pěšec · g2 bílý pěšec · h2 bílý pěšec · d1 bílý věž · g1 bílý král | d8 černý kroužek · g8 černý král · f7 černý pěšec · g7 černý pěšec · h7 černý pěšec · f2 bílý pěšec · g2 bílý pěšec · h2 bílý pěšec · d1 bílý věž · g1 bílý král | d8 černý kroužek · g8 černý král · f7 černý pěšec · g7 černý pěšec · h7 černý pěšec · f2 bílý pěšec · g2 bílý pěšec · h2 bílý pěšec · d1 bílý věž · g1 bílý král | 7 |
| 6 | d8 černý kroužek · g8 černý král · f7 černý pěšec · g7 černý pěšec · h7 černý pěšec · f2 bílý pěšec · g2 bílý pěšec · h2 bílý pěšec · d1 bílý věž · g1 bílý král | d8 černý kroužek · g8 černý král · f7 černý pěšec · g7 černý pěšec · h7 černý pěšec · f2 bílý pěšec · g2 bílý pěšec · h2 bílý pěšec · d1 bílý věž · g1 bílý král | d8 černý kroužek · g8 černý král · f7 černý pěšec · g7 černý pěšec · h7 černý pěšec · f2 bílý pěšec · g2 bílý pěšec · h2 bílý pěšec · d1 bílý věž · g1 bílý král | d8 černý kroužek · g8 černý král · f7 černý pěšec · g7 černý pěšec · h7 černý pěšec · f2 bílý pěšec · g2 bílý pěšec · h2 bílý pěšec · d1 bílý věž · g1 bílý král | d8 černý kroužek · g8 černý král · f7 černý pěšec · g7 černý pěšec · h7 černý pěšec · f2 bílý pěšec · g2 bílý pěšec · h2 bílý pěšec · d1 bílý věž · g1 bílý král | d8 černý kroužek · g8 černý král · f7 černý pěšec · g7 černý pěšec · h7 černý pěšec · f2 bílý pěšec · g2 bílý pěšec · h2 bílý pěšec · d1 bílý věž · g1 bílý král | d8 černý kroužek · g8 černý král · f7 černý pěšec · g7 černý pěšec · h7 černý pěšec · f2 bílý pěšec · g2 bílý pěšec · h2 bílý pěšec · d1 bílý věž · g1 bílý král | d8 černý kroužek · g8 černý král · f7 černý pěšec · g7 černý pěšec · h7 černý pěšec · f2 bílý pěšec · g2 bílý pěšec · h2 bílý pěšec · d1 bílý věž · g1 bílý král | 6 |
| 5 | d8 černý kroužek · g8 černý král · f7 černý pěšec · g7 černý pěšec · h7 černý pěšec · f2 bílý pěšec · g2 bílý pěšec · h2 bílý pěšec · d1 bílý věž · g1 bílý král | d8 černý kroužek · g8 černý král · f7 černý pěšec · g7 černý pěšec · h7 černý pěšec · f2 bílý pěšec · g2 bílý pěšec · h2 bílý pěšec · d1 bílý věž · g1 bílý král | d8 černý kroužek · g8 černý král · f7 černý pěšec · g7 černý pěšec · h7 černý pěšec · f2 bílý pěšec · g2 bílý pěšec · h2 bílý pěšec · d1 bílý věž · g1 bílý král | d8 černý kroužek · g8 černý král · f7 černý pěšec · g7 černý pěšec · h7 černý pěšec · f2 bílý pěšec · g2 bílý pěšec · h2 bílý pěšec · d1 bílý věž · g1 bílý král | d8 černý kroužek · g8 černý král · f7 černý pěšec · g7 černý pěšec · h7 černý pěšec · f2 bílý pěšec · g2 bílý pěšec · h2 bílý pěšec · d1 bílý věž · g1 bílý král | d8 černý kroužek · g8 černý král · f7 černý pěšec · g7 černý pěšec · h7 černý pěšec · f2 bílý pěšec · g2 bílý pěšec · h2 bílý pěšec · d1 bílý věž · g1 bílý král | d8 černý kroužek · g8 černý král · f7 černý pěšec · g7 černý pěšec · h7 černý pěšec · f2 bílý pěšec · g2 bílý pěšec · h2 bílý pěšec · d1 bílý věž · g1 bílý král | d8 černý kroužek · g8 černý král · f7 černý pěšec · g7 černý pěšec · h7 černý pěšec · f2 bílý pěšec · g2 bílý pěšec · h2 bílý pěšec · d1 bílý věž · g1 bílý král | 5 |
| 4 | d8 černý kroužek · g8 černý král · f7 černý pěšec · g7 černý pěšec · h7 černý pěšec · f2 bílý pěšec · g2 bílý pěšec · h2 bílý pěšec · d1 bílý věž · g1 bílý král | d8 černý kroužek · g8 černý král · f7 černý pěšec · g7 černý pěšec · h7 černý pěšec · f2 bílý pěšec · g2 bílý pěšec · h2 bílý pěšec · d1 bílý věž · g1 bílý král | d8 černý kroužek · g8 černý král · f7 černý pěšec · g7 černý pěšec · h7 černý pěšec · f2 bílý pěšec · g2 bílý pěšec · h2 bílý pěšec · d1 bílý věž · g1 bílý král | d8 černý kroužek · g8 černý král · f7 černý pěšec · g7 černý pěšec · h7 černý pěšec · f2 bílý pěšec · g2 bílý pěšec · h2 bílý pěšec · d1 bílý věž · g1 bílý král | d8 černý kroužek · g8 černý král · f7 černý pěšec · g7 černý pěšec · h7 černý pěšec · f2 bílý pěšec · g2 bílý pěšec · h2 bílý pěšec · d1 bílý věž · g1 bílý král | d8 černý kroužek · g8 černý král · f7 černý pěšec · g7 černý pěšec · h7 černý pěšec · f2 bílý pěšec · g2 bílý pěšec · h2 bílý pěšec · d1 bílý věž · g1 bílý král | d8 černý kroužek · g8 černý král · f7 černý pěšec · g7 černý pěšec · h7 černý pěšec · f2 bílý pěšec · g2 bílý pěšec · h2 bílý pěšec · d1 bílý věž · g1 bílý král | d8 černý kroužek · g8 černý král · f7 černý pěšec · g7 černý pěšec · h7 černý pěšec · f2 bílý pěšec · g2 bílý pěšec · h2 bílý pěšec · d1 bílý věž · g1 bílý král | 4 |
| 3 | d8 černý kroužek · g8 černý král · f7 černý pěšec · g7 černý pěšec · h7 černý pěšec · f2 bílý pěšec · g2 bílý pěšec · h2 bílý pěšec · d1 bílý věž · g1 bílý král | d8 černý kroužek · g8 černý král · f7 černý pěšec · g7 černý pěšec · h7 černý pěšec · f2 bílý pěšec · g2 bílý pěšec · h2 bílý pěšec · d1 bílý věž · g1 bílý král | d8 černý kroužek · g8 černý král · f7 černý pěšec · g7 černý pěšec · h7 černý pěšec · f2 bílý pěšec · g2 bílý pěšec · h2 bílý pěšec · d1 bílý věž · g1 bílý král | d8 černý kroužek · g8 černý král · f7 černý pěšec · g7 černý pěšec · h7 černý pěšec · f2 bílý pěšec · g2 bílý pěšec · h2 bílý pěšec · d1 bílý věž · g1 bílý král | d8 černý kroužek · g8 černý král · f7 černý pěšec · g7 černý pěšec · h7 černý pěšec · f2 bílý pěšec · g2 bílý pěšec · h2 bílý pěšec · d1 bílý věž · g1 bílý král | d8 černý kroužek · g8 černý král · f7 černý pěšec · g7 černý pěšec · h7 černý pěšec · f2 bílý pěšec · g2 bílý pěšec · h2 bílý pěšec · d1 bílý věž · g1 bílý král | d8 černý kroužek · g8 černý král · f7 černý pěšec · g7 černý pěšec · h7 černý pěšec · f2 bílý pěšec · g2 bílý pěšec · h2 bílý pěšec · d1 bílý věž · g1 bílý král | d8 černý kroužek · g8 černý král · f7 černý pěšec · g7 černý pěšec · h7 černý pěšec · f2 bílý pěšec · g2 bílý pěšec · h2 bílý pěšec · d1 bílý věž · g1 bílý král | 3 |
| 2 | d8 černý kroužek · g8 černý král · f7 černý pěšec · g7 černý pěšec · h7 černý pěšec · f2 bílý pěšec · g2 bílý pěšec · h2 bílý pěšec · d1 bílý věž · g1 bílý král | d8 černý kroužek · g8 černý král · f7 černý pěšec · g7 černý pěšec · h7 černý pěšec · f2 bílý pěšec · g2 bílý pěšec · h2 bílý pěšec · d1 bílý věž · g1 bílý král | d8 černý kroužek · g8 černý král · f7 černý pěšec · g7 černý pěšec · h7 černý pěšec · f2 bílý pěšec · g2 bílý pěšec · h2 bílý pěšec · d1 bílý věž · g1 bílý král | d8 černý kroužek · g8 černý král · f7 černý pěšec · g7 černý pěšec · h7 černý pěšec · f2 bílý pěšec · g2 bílý pěšec · h2 bílý pěšec · d1 bílý věž · g1 bílý král | d8 černý kroužek · g8 černý král · f7 černý pěšec · g7 černý pěšec · h7 černý pěšec · f2 bílý pěšec · g2 bílý pěšec · h2 bílý pěšec · d1 bílý věž · g1 bílý král | d8 černý kroužek · g8 černý král · f7 černý pěšec · g7 černý pěšec · h7 černý pěšec · f2 bílý pěšec · g2 bílý pěšec · h2 bílý pěšec · d1 bílý věž · g1 bílý král | d8 černý kroužek · g8 černý král · f7 černý pěšec · g7 černý pěšec · h7 černý pěšec · f2 bílý pěšec · g2 bílý pěšec · h2 bílý pěšec · d1 bílý věž · g1 bílý král | d8 černý kroužek · g8 černý král · f7 černý pěšec · g7 černý pěšec · h7 černý pěšec · f2 bílý pěšec · g2 bílý pěšec · h2 bílý pěšec · d1 bílý věž · g1 bílý král | 2 |
| 1 | d8 černý kroužek · g8 černý král · f7 černý pěšec · g7 černý pěšec · h7 černý pěšec · f2 bílý pěšec · g2 bílý pěšec · h2 bílý pěšec · d1 bílý věž · g1 bílý král | d8 černý kroužek · g8 černý král · f7 černý pěšec · g7 černý pěšec · h7 černý pěšec · f2 bílý pěšec · g2 bílý pěšec · h2 bílý pěšec · d1 bílý věž · g1 bílý král | d8 černý kroužek · g8 černý král · f7 černý pěšec · g7 černý pěšec · h7 černý pěšec · f2 bílý pěšec · g2 bílý pěšec · h2 bílý pěšec · d1 bílý věž · g1 bílý král | d8 černý kroužek · g8 černý král · f7 černý pěšec · g7 černý pěšec · h7 černý pěšec · f2 bílý pěšec · g2 bílý pěšec · h2 bílý pěšec · d1 bílý věž · g1 bílý král | d8 černý kroužek · g8 černý král · f7 černý pěšec · g7 černý pěšec · h7 černý pěšec · f2 bílý pěšec · g2 bílý pěšec · h2 bílý pěšec · d1 bílý věž · g1 bílý král | d8 černý kroužek · g8 černý král · f7 černý pěšec · g7 černý pěšec · h7 černý pěšec · f2 bílý pěšec · g2 bílý pěšec · h2 bílý pěšec · d1 bílý věž · g1 bílý král | d8 černý kroužek · g8 černý král · f7 černý pěšec · g7 černý pěšec · h7 černý pěšec · f2 bílý pěšec · g2 bílý pěšec · h2 bílý pěšec · d1 bílý věž · g1 bílý král | d8 černý kroužek · g8 černý král · f7 černý pěšec · g7 černý pěšec · h7 černý pěšec · f2 bílý pěšec · g2 bílý pěšec · h2 bílý pěšec · d1 bílý věž · g1 bílý král | 1 |
|   | a | b | c | d | e | f | g | h |   |

Mat na poslední řadě je označení pro jednoduchý mat, při němž věž nebo dáma stojící na první nebo osmé řadě soupeře útočí na soupeřova krále na této řadě a úniku krále ze šachu v tomto případě brání jeho vlastní pěšci. Tento způsob matu často využívají amatérští hráči, u silných šachistů pak bývá motiv slabé první/osmé řady součástí složitějších kombinací, jako je ta na diagramu níže.
|   | a | b | c | d | e | f | g | h |   |
| 8 | d8 černý věž · g8 černý král · a7 černý pěšec · f7 černý pěšec · g7 černý pěšec · h7 černý pěšec · b6 černý dáma · c3 bílý věž · e3 bílý pěšec · a2 bílý pěšec · e2 bílý dáma · f2 bílý pěšec · g2 bílý pěšec · h2 bílý pěšec · g1 bílý král | d8 černý věž · g8 černý král · a7 černý pěšec · f7 černý pěšec · g7 černý pěšec · h7 černý pěšec · b6 černý dáma · c3 bílý věž · e3 bílý pěšec · a2 bílý pěšec · e2 bílý dáma · f2 bílý pěšec · g2 bílý pěšec · h2 bílý pěšec · g1 bílý král | d8 černý věž · g8 černý král · a7 černý pěšec · f7 černý pěšec · g7 černý pěšec · h7 černý pěšec · b6 černý dáma · c3 bílý věž · e3 bílý pěšec · a2 bílý pěšec · e2 bílý dáma · f2 bílý pěšec · g2 bílý pěšec · h2 bílý pěšec · g1 bílý král | d8 černý věž · g8 černý král · a7 černý pěšec · f7 černý pěšec · g7 černý pěšec · h7 černý pěšec · b6 černý dáma · c3 bílý věž · e3 bílý pěšec · a2 bílý pěšec · e2 bílý dáma · f2 bílý pěšec · g2 bílý pěšec · h2 bílý pěšec · g1 bílý král | d8 černý věž · g8 černý král · a7 černý pěšec · f7 černý pěšec · g7 černý pěšec · h7 černý pěšec · b6 černý dáma · c3 bílý věž · e3 bílý pěšec · a2 bílý pěšec · e2 bílý dáma · f2 bílý pěšec · g2 bílý pěšec · h2 bílý pěšec · g1 bílý král | d8 černý věž · g8 černý král · a7 černý pěšec · f7 černý pěšec · g7 černý pěšec · h7 černý pěšec · b6 černý dáma · c3 bílý věž · e3 bílý pěšec · a2 bílý pěšec · e2 bílý dáma · f2 bílý pěšec · g2 bílý pěšec · h2 bílý pěšec · g1 bílý král | d8 černý věž · g8 černý král · a7 černý pěšec · f7 černý pěšec · g7 černý pěšec · h7 černý pěšec · b6 černý dáma · c3 bílý věž · e3 bílý pěšec · a2 bílý pěšec · e2 bílý dáma · f2 bílý pěšec · g2 bílý pěšec · h2 bílý pěšec · g1 bílý král | d8 černý věž · g8 černý král · a7 černý pěšec · f7 černý pěšec · g7 černý pěšec · h7 černý pěšec · b6 černý dáma · c3 bílý věž · e3 bílý pěšec · a2 bílý pěšec · e2 bílý dáma · f2 bílý pěšec · g2 bílý pěšec · h2 bílý pěšec · g1 bílý král | 8 |
| 7 | d8 černý věž · g8 černý král · a7 černý pěšec · f7 černý pěšec · g7 černý pěšec · h7 černý pěšec · b6 černý dáma · c3 bílý věž · e3 bílý pěšec · a2 bílý pěšec · e2 bílý dáma · f2 bílý pěšec · g2 bílý pěšec · h2 bílý pěšec · g1 bílý král | d8 černý věž · g8 černý král · a7 černý pěšec · f7 černý pěšec · g7 černý pěšec · h7 černý pěšec · b6 černý dáma · c3 bílý věž · e3 bílý pěšec · a2 bílý pěšec · e2 bílý dáma · f2 bílý pěšec · g2 bílý pěšec · h2 bílý pěšec · g1 bílý král | d8 černý věž · g8 černý král · a7 černý pěšec · f7 černý pěšec · g7 černý pěšec · h7 černý pěšec · b6 černý dáma · c3 bílý věž · e3 bílý pěšec · a2 bílý pěšec · e2 bílý dáma · f2 bílý pěšec · g2 bílý pěšec · h2 bílý pěšec · g1 bílý král | d8 černý věž · g8 černý král · a7 černý pěšec · f7 černý pěšec · g7 černý pěšec · h7 černý pěšec · b6 černý dáma · c3 bílý věž · e3 bílý pěšec · a2 bílý pěšec · e2 bílý dáma · f2 bílý pěšec · g2 bílý pěšec · h2 bílý pěšec · g1 bílý král | d8 černý věž · g8 černý král · a7 černý pěšec · f7 černý pěšec · g7 černý pěšec · h7 černý pěšec · b6 černý dáma · c3 bílý věž · e3 bílý pěšec · a2 bílý pěšec · e2 bílý dáma · f2 bílý pěšec · g2 bílý pěšec · h2 bílý pěšec · g1 bílý král | d8 černý věž · g8 černý král · a7 černý pěšec · f7 černý pěšec · g7 černý pěšec · h7 černý pěšec · b6 černý dáma · c3 bílý věž · e3 bílý pěšec · a2 bílý pěšec · e2 bílý dáma · f2 bílý pěšec · g2 bílý pěšec · h2 bílý pěšec · g1 bílý král | d8 černý věž · g8 černý král · a7 černý pěšec · f7 černý pěšec · g7 černý pěšec · h7 černý pěšec · b6 černý dáma · c3 bílý věž · e3 bílý pěšec · a2 bílý pěšec · e2 bílý dáma · f2 bílý pěšec · g2 bílý pěšec · h2 bílý pěšec · g1 bílý král | d8 černý věž · g8 černý král · a7 černý pěšec · f7 černý pěšec · g7 černý pěšec · h7 černý pěšec · b6 černý dáma · c3 bílý věž · e3 bílý pěšec · a2 bílý pěšec · e2 bílý dáma · f2 bílý pěšec · g2 bílý pěšec · h2 bílý pěšec · g1 bílý král | 7 |
| 6 | d8 černý věž · g8 černý král · a7 černý pěšec · f7 černý pěšec · g7 černý pěšec · h7 černý pěšec · b6 černý dáma · c3 bílý věž · e3 bílý pěšec · a2 bílý pěšec · e2 bílý dáma · f2 bílý pěšec · g2 bílý pěšec · h2 bílý pěšec · g1 bílý král | d8 černý věž · g8 černý král · a7 černý pěšec · f7 černý pěšec · g7 černý pěšec · h7 černý pěšec · b6 černý dáma · c3 bílý věž · e3 bílý pěšec · a2 bílý pěšec · e2 bílý dáma · f2 bílý pěšec · g2 bílý pěšec · h2 bílý pěšec · g1 bílý král | d8 černý věž · g8 černý král · a7 černý pěšec · f7 černý pěšec · g7 černý pěšec · h7 černý pěšec · b6 černý dáma · c3 bílý věž · e3 bílý pěšec · a2 bílý pěšec · e2 bílý dáma · f2 bílý pěšec · g2 bílý pěšec · h2 bílý pěšec · g1 bílý král | d8 černý věž · g8 černý král · a7 černý pěšec · f7 černý pěšec · g7 černý pěšec · h7 černý pěšec · b6 černý dáma · c3 bílý věž · e3 bílý pěšec · a2 bílý pěšec · e2 bílý dáma · f2 bílý pěšec · g2 bílý pěšec · h2 bílý pěšec · g1 bílý král | d8 černý věž · g8 černý král · a7 černý pěšec · f7 černý pěšec · g7 černý pěšec · h7 černý pěšec · b6 černý dáma · c3 bílý věž · e3 bílý pěšec · a2 bílý pěšec · e2 bílý dáma · f2 bílý pěšec · g2 bílý pěšec · h2 bílý pěšec · g1 bílý král | d8 černý věž · g8 černý král · a7 černý pěšec · f7 černý pěšec · g7 černý pěšec · h7 černý pěšec · b6 černý dáma · c3 bílý věž · e3 bílý pěšec · a2 bílý pěšec · e2 bílý dáma · f2 bílý pěšec · g2 bílý pěšec · h2 bílý pěšec · g1 bílý král | d8 černý věž · g8 černý král · a7 černý pěšec · f7 černý pěšec · g7 černý pěšec · h7 černý pěšec · b6 černý dáma · c3 bílý věž · e3 bílý pěšec · a2 bílý pěšec · e2 bílý dáma · f2 bílý pěšec · g2 bílý pěšec · h2 bílý pěšec · g1 bílý král | d8 černý věž · g8 černý král · a7 černý pěšec · f7 černý pěšec · g7 černý pěšec · h7 černý pěšec · b6 černý dáma · c3 bílý věž · e3 bílý pěšec · a2 bílý pěšec · e2 bílý dáma · f2 bílý pěšec · g2 bílý pěšec · h2 bílý pěšec · g1 bílý král | 6 |
| 5 | d8 černý věž · g8 černý král · a7 černý pěšec · f7 černý pěšec · g7 černý pěšec · h7 černý pěšec · b6 černý dáma · c3 bílý věž · e3 bílý pěšec · a2 bílý pěšec · e2 bílý dáma · f2 bílý pěšec · g2 bílý pěšec · h2 bílý pěšec · g1 bílý král | d8 černý věž · g8 černý král · a7 černý pěšec · f7 černý pěšec · g7 černý pěšec · h7 černý pěšec · b6 černý dáma · c3 bílý věž · e3 bílý pěšec · a2 bílý pěšec · e2 bílý dáma · f2 bílý pěšec · g2 bílý pěšec · h2 bílý pěšec · g1 bílý král | d8 černý věž · g8 černý král · a7 černý pěšec · f7 černý pěšec · g7 černý pěšec · h7 černý pěšec · b6 černý dáma · c3 bílý věž · e3 bílý pěšec · a2 bílý pěšec · e2 bílý dáma · f2 bílý pěšec · g2 bílý pěšec · h2 bílý pěšec · g1 bílý král | d8 černý věž · g8 černý král · a7 černý pěšec · f7 černý pěšec · g7 černý pěšec · h7 černý pěšec · b6 černý dáma · c3 bílý věž · e3 bílý pěšec · a2 bílý pěšec · e2 bílý dáma · f2 bílý pěšec · g2 bílý pěšec · h2 bílý pěšec · g1 bílý král | d8 černý věž · g8 černý král · a7 černý pěšec · f7 černý pěšec · g7 černý pěšec · h7 černý pěšec · b6 černý dáma · c3 bílý věž · e3 bílý pěšec · a2 bílý pěšec · e2 bílý dáma · f2 bílý pěšec · g2 bílý pěšec · h2 bílý pěšec · g1 bílý král | d8 černý věž · g8 černý král · a7 černý pěšec · f7 černý pěšec · g7 černý pěšec · h7 černý pěšec · b6 černý dáma · c3 bílý věž · e3 bílý pěšec · a2 bílý pěšec · e2 bílý dáma · f2 bílý pěšec · g2 bílý pěšec · h2 bílý pěšec · g1 bílý král | d8 černý věž · g8 černý král · a7 černý pěšec · f7 černý pěšec · g7 černý pěšec · h7 černý pěšec · b6 černý dáma · c3 bílý věž · e3 bílý pěšec · a2 bílý pěšec · e2 bílý dáma · f2 bílý pěšec · g2 bílý pěšec · h2 bílý pěšec · g1 bílý král | d8 černý věž · g8 černý král · a7 černý pěšec · f7 černý pěšec · g7 černý pěšec · h7 černý pěšec · b6 černý dáma · c3 bílý věž · e3 bílý pěšec · a2 bílý pěšec · e2 bílý dáma · f2 bílý pěšec · g2 bílý pěšec · h2 bílý pěšec · g1 bílý král | 5 |
| 4 | d8 černý věž · g8 černý král · a7 černý pěšec · f7 černý pěšec · g7 černý pěšec · h7 černý pěšec · b6 černý dáma · c3 bílý věž · e3 bílý pěšec · a2 bílý pěšec · e2 bílý dáma · f2 bílý pěšec · g2 bílý pěšec · h2 bílý pěšec · g1 bílý král | d8 černý věž · g8 černý král · a7 černý pěšec · f7 černý pěšec · g7 černý pěšec · h7 černý pěšec · b6 černý dáma · c3 bílý věž · e3 bílý pěšec · a2 bílý pěšec · e2 bílý dáma · f2 bílý pěšec · g2 bílý pěšec · h2 bílý pěšec · g1 bílý král | d8 černý věž · g8 černý král · a7 černý pěšec · f7 černý pěšec · g7 černý pěšec · h7 černý pěšec · b6 černý dáma · c3 bílý věž · e3 bílý pěšec · a2 bílý pěšec · e2 bílý dáma · f2 bílý pěšec · g2 bílý pěšec · h2 bílý pěšec · g1 bílý král | d8 černý věž · g8 černý král · a7 černý pěšec · f7 černý pěšec · g7 černý pěšec · h7 černý pěšec · b6 černý dáma · c3 bílý věž · e3 bílý pěšec · a2 bílý pěšec · e2 bílý dáma · f2 bílý pěšec · g2 bílý pěšec · h2 bílý pěšec · g1 bílý král | d8 černý věž · g8 černý král · a7 černý pěšec · f7 černý pěšec · g7 černý pěšec · h7 černý pěšec · b6 černý dáma · c3 bílý věž · e3 bílý pěšec · a2 bílý pěšec · e2 bílý dáma · f2 bílý pěšec · g2 bílý pěšec · h2 bílý pěšec · g1 bílý král | d8 černý věž · g8 černý král · a7 černý pěšec · f7 černý pěšec · g7 černý pěšec · h7 černý pěšec · b6 černý dáma · c3 bílý věž · e3 bílý pěšec · a2 bílý pěšec · e2 bílý dáma · f2 bílý pěšec · g2 bílý pěšec · h2 bílý pěšec · g1 bílý král | d8 černý věž · g8 černý král · a7 černý pěšec · f7 černý pěšec · g7 černý pěšec · h7 černý pěšec · b6 černý dáma · c3 bílý věž · e3 bílý pěšec · a2 bílý pěšec · e2 bílý dáma · f2 bílý pěšec · g2 bílý pěšec · h2 bílý pěšec · g1 bílý král | d8 černý věž · g8 černý král · a7 černý pěšec · f7 černý pěšec · g7 černý pěšec · h7 černý pěšec · b6 černý dáma · c3 bílý věž · e3 bílý pěšec · a2 bílý pěšec · e2 bílý dáma · f2 bílý pěšec · g2 bílý pěšec · h2 bílý pěšec · g1 bílý král | 4 |
| 3 | d8 černý věž · g8 černý král · a7 černý pěšec · f7 černý pěšec · g7 černý pěšec · h7 černý pěšec · b6 černý dáma · c3 bílý věž · e3 bílý pěšec · a2 bílý pěšec · e2 bílý dáma · f2 bílý pěšec · g2 bílý pěšec · h2 bílý pěšec · g1 bílý král | d8 černý věž · g8 černý král · a7 černý pěšec · f7 černý pěšec · g7 černý pěšec · h7 černý pěšec · b6 černý dáma · c3 bílý věž · e3 bílý pěšec · a2 bílý pěšec · e2 bílý dáma · f2 bílý pěšec · g2 bílý pěšec · h2 bílý pěšec · g1 bílý král | d8 černý věž · g8 černý král · a7 černý pěšec · f7 černý pěšec · g7 černý pěšec · h7 černý pěšec · b6 černý dáma · c3 bílý věž · e3 bílý pěšec · a2 bílý pěšec · e2 bílý dáma · f2 bílý pěšec · g2 bílý pěšec · h2 bílý pěšec · g1 bílý král | d8 černý věž · g8 černý král · a7 černý pěšec · f7 černý pěšec · g7 černý pěšec · h7 černý pěšec · b6 černý dáma · c3 bílý věž · e3 bílý pěšec · a2 bílý pěšec · e2 bílý dáma · f2 bílý pěšec · g2 bílý pěšec · h2 bílý pěšec · g1 bílý král | d8 černý věž · g8 černý král · a7 černý pěšec · f7 černý pěšec · g7 černý pěšec · h7 černý pěšec · b6 černý dáma · c3 bílý věž · e3 bílý pěšec · a2 bílý pěšec · e2 bílý dáma · f2 bílý pěšec · g2 bílý pěšec · h2 bílý pěšec · g1 bílý král | d8 černý věž · g8 černý král · a7 černý pěšec · f7 černý pěšec · g7 černý pěšec · h7 černý pěšec · b6 černý dáma · c3 bílý věž · e3 bílý pěšec · a2 bílý pěšec · e2 bílý dáma · f2 bílý pěšec · g2 bílý pěšec · h2 bílý pěšec · g1 bílý král | d8 černý věž · g8 černý král · a7 černý pěšec · f7 černý pěšec · g7 černý pěšec · h7 černý pěšec · b6 černý dáma · c3 bílý věž · e3 bílý pěšec · a2 bílý pěšec · e2 bílý dáma · f2 bílý pěšec · g2 bílý pěšec · h2 bílý pěšec · g1 bílý král | d8 černý věž · g8 černý král · a7 černý pěšec · f7 černý pěšec · g7 černý pěšec · h7 černý pěšec · b6 černý dáma · c3 bílý věž · e3 bílý pěšec · a2 bílý pěšec · e2 bílý dáma · f2 bílý pěšec · g2 bílý pěšec · h2 bílý pěšec · g1 bílý král | 3 |
| 2 | d8 černý věž · g8 černý král · a7 černý pěšec · f7 černý pěšec · g7 černý pěšec · h7 černý pěšec · b6 černý dáma · c3 bílý věž · e3 bílý pěšec · a2 bílý pěšec · e2 bílý dáma · f2 bílý pěšec · g2 bílý pěšec · h2 bílý pěšec · g1 bílý král | d8 černý věž · g8 černý král · a7 černý pěšec · f7 černý pěšec · g7 černý pěšec · h7 černý pěšec · b6 černý dáma · c3 bílý věž · e3 bílý pěšec · a2 bílý pěšec · e2 bílý dáma · f2 bílý pěšec · g2 bílý pěšec · h2 bílý pěšec · g1 bílý král | d8 černý věž · g8 černý král · a7 černý pěšec · f7 černý pěšec · g7 černý pěšec · h7 černý pěšec · b6 černý dáma · c3 bílý věž · e3 bílý pěšec · a2 bílý pěšec · e2 bílý dáma · f2 bílý pěšec · g2 bílý pěšec · h2 bílý pěšec · g1 bílý král | d8 černý věž · g8 černý král · a7 černý pěšec · f7 černý pěšec · g7 černý pěšec · h7 černý pěšec · b6 černý dáma · c3 bílý věž · e3 bílý pěšec · a2 bílý pěšec · e2 bílý dáma · f2 bílý pěšec · g2 bílý pěšec · h2 bílý pěšec · g1 bílý král | d8 černý věž · g8 černý král · a7 černý pěšec · f7 černý pěšec · g7 černý pěšec · h7 černý pěšec · b6 černý dáma · c3 bílý věž · e3 bílý pěšec · a2 bílý pěšec · e2 bílý dáma · f2 bílý pěšec · g2 bílý pěšec · h2 bílý pěšec · g1 bílý král | d8 černý věž · g8 černý král · a7 černý pěšec · f7 černý pěšec · g7 černý pěšec · h7 černý pěšec · b6 černý dáma · c3 bílý věž · e3 bílý pěšec · a2 bílý pěšec · e2 bílý dáma · f2 bílý pěšec · g2 bílý pěšec · h2 bílý pěšec · g1 bílý král | d8 černý věž · g8 černý král · a7 černý pěšec · f7 černý pěšec · g7 černý pěšec · h7 černý pěšec · b6 černý dáma · c3 bílý věž · e3 bílý pěšec · a2 bílý pěšec · e2 bílý dáma · f2 bílý pěšec · g2 bílý pěšec · h2 bílý pěšec · g1 bílý král | d8 černý věž · g8 černý král · a7 černý pěšec · f7 černý pěšec · g7 černý pěšec · h7 černý pěšec · b6 černý dáma · c3 bílý věž · e3 bílý pěšec · a2 bílý pěšec · e2 bílý dáma · f2 bílý pěšec · g2 bílý pěšec · h2 bílý pěšec · g1 bílý král | 2 |
| 1 | d8 černý věž · g8 černý král · a7 černý pěšec · f7 černý pěšec · g7 černý pěšec · h7 černý pěšec · b6 černý dáma · c3 bílý věž · e3 bílý pěšec · a2 bílý pěšec · e2 bílý dáma · f2 bílý pěšec · g2 bílý pěšec · h2 bílý pěšec · g1 bílý král | d8 černý věž · g8 černý král · a7 černý pěšec · f7 černý pěšec · g7 černý pěšec · h7 černý pěšec · b6 černý dáma · c3 bílý věž · e3 bílý pěšec · a2 bílý pěšec · e2 bílý dáma · f2 bílý pěšec · g2 bílý pěšec · h2 bílý pěšec · g1 bílý král | d8 černý věž · g8 černý král · a7 černý pěšec · f7 černý pěšec · g7 černý pěšec · h7 černý pěšec · b6 černý dáma · c3 bílý věž · e3 bílý pěšec · a2 bílý pěšec · e2 bílý dáma · f2 bílý pěšec · g2 bílý pěšec · h2 bílý pěšec · g1 bílý král | d8 černý věž · g8 černý král · a7 černý pěšec · f7 černý pěšec · g7 černý pěšec · h7 černý pěšec · b6 černý dáma · c3 bílý věž · e3 bílý pěšec · a2 bílý pěšec · e2 bílý dáma · f2 bílý pěšec · g2 bílý pěšec · h2 bílý pěšec · g1 bílý král | d8 černý věž · g8 černý král · a7 černý pěšec · f7 černý pěšec · g7 černý pěšec · h7 černý pěšec · b6 černý dáma · c3 bílý věž · e3 bílý pěšec · a2 bílý pěšec · e2 bílý dáma · f2 bílý pěšec · g2 bílý pěšec · h2 bílý pěšec · g1 bílý král | d8 černý věž · g8 černý král · a7 černý pěšec · f7 černý pěšec · g7 černý pěšec · h7 černý pěšec · b6 černý dáma · c3 bílý věž · e3 bílý pěšec · a2 bílý pěšec · e2 bílý dáma · f2 bílý pěšec · g2 bílý pěšec · h2 bílý pěšec · g1 bílý král | d8 černý věž · g8 černý král · a7 černý pěšec · f7 černý pěšec · g7 černý pěšec · h7 černý pěšec · b6 černý dáma · c3 bílý věž · e3 bílý pěšec · a2 bílý pěšec · e2 bílý dáma · f2 bílý pěšec · g2 bílý pěšec · h2 bílý pěšec · g1 bílý král | d8 černý věž · g8 černý král · a7 černý pěšec · f7 černý pěšec · g7 černý pěšec · h7 černý pěšec · b6 černý dáma · c3 bílý věž · e3 bílý pěšec · a2 bílý pěšec · e2 bílý dáma · f2 bílý pěšec · g2 bílý pěšec · h2 bílý pěšec · g1 bílý král | 1 |
|   | a | b | c | d | e | f | g | h |   |

V partii Ossip Bernstein – José Raúl Capablanca (Moskva, 1914) zahrál po 29. tahu bílého Capablanca vyhrávající tah 29…Db2!!, který využívá slabosti první řady. Černá dáma napadá bílou dámu a věž. Pokud bílý zahraje 30.D×b2, černý dává mat 30…Vd1#. Pokud bílý zahraje 30.De1, černý odebere věž 30…D×c3 a dámu nelze opět brát pro mat na d1, takže černý získá rozhodující materiální převahu. Po jiném možném tahu 30.Vc2 černý zahraje 30…Db1+ a po pokračování 31.Df1 D×c2 má černý opět vyhranou pozici.
Matu na poslední řadě lze předcházet postupem pěšců před králem, kteří mu tak uvolňují ústupové pole. Tento postup pěšců nicméně může v některých pozicích vytvářet jiné taktické slabiny okolo krále.